# Juliana de Almeida e Oyenhausen
Juliana de Almeida e Oyenhausen (Viena, 20 de agosto de 1782 – São Petersburgo, 2 de novembro de 1864), também conhecida como Júlia Stroganova e Juliena Fila foi uma nobre e dama de companhia portuguesa.

## Biografia
Juliana Maria Luísa Carolina de Oyenhausen de Almeida nasceu a 20 de agosto de 1782 em Viena, filha do diplomata Karl von Oyenhausen-Gravenburg e de Leonor de Almeida Portugal de Lorena e Lencastre (4.ª Marquesa de Alorna). O seu pai era o embaixador português na corte da imperatriz Maria Teresa. 
Casou-se com Aires José Maria de Saldanha Albuquerque Coutinho Matos e Noronha, 2.º Conde de Ega, em 1800, "por imposição da sua mãe".
Na Guerra Peninsular é acreditada de interceder com o marido pelas vidas de portugueses condenados à morte pelo invasor, como Bernardo Lobato (irmão de Francisco) e os nove fuzilados do Borlão, mas o seu marido torna-se colaborador dos invasores, sendo nomeado para ministro de um governo-fantoche em preparação. Durante as invasões francesas é acreditada de adultério com o general Junot, tanto de boatos ingleses como de portugueses, o que a irmã negaria, até em privado. O casal refugia-se em Paris após a Convenção de Sintra, com a retirada das tropas da invasão.
Com dificuldades financeiras e próximos a Laura Junot, mulher do general, é ao casal acusada ajuda concedida pelo próprio Napoleão, cartas do conde revelando a esperança de sucessos franceses em Portugal. O seu marido é declarado traidor por Portugal em 1811, ano em que Juliana o terá abandonado. O conde seu marido é perdoado em 1821. Por sua vez, Juliana ainda tentou justificar-se num processo interposto no Juízo da Inconfidência, mas não voltaria a ter condições para voltar a Portugal.

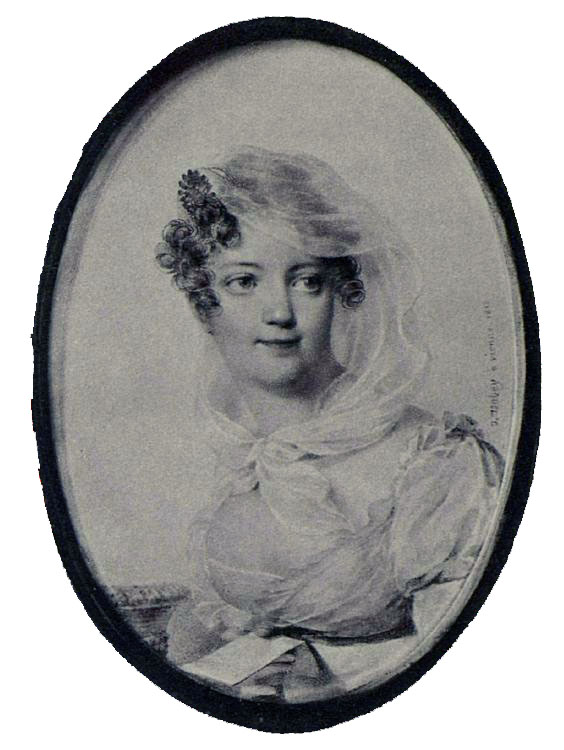
Condessa Júlia Stroganova, por Jean Baptiste Isabey.

Posteriormente casou-se "em segundas núpcias" em Dresden com o Conde Grigory Alexandrovich Strogonoff, alto escalão da nobreza russa, após a morte da primeira mulher deste. Haviam-se conhecido em Madrid quando o seu prévio marido era lá diplomata, e reencontrado em Paris em março de 1809, seguindo ambos pouco depois para as termas de Aquisgrano, o que viria a fazê-la "sentir-se como uma estranha na sua própria casa". Neste período, Strogonoff teria uma filha, Idália Maria de Oberto, de prévia amante, segundo uma carta de Juliana para sua irmã, de outubro de 1824. "tenho uma amiga a morar comigo, filha de uma mulher que ele conheceu antes de sua nomeação para a Espanha. O nome dela é tão lindo quanto ela: Idália."
Morreu em 2 de novembro de 1864 e foi sepultada na Igreja Católica de Tsarskoye Selo.